# Nathan (Bartimæus-trilogien)
Nathan er en fiktiv person i Bartimæus-trilogien. Hans troldmandsnavn er John Mandrake.

## Biografi
Da Nathan er meget ung kommer han i troldmandslære hos Hr. Underwood og hans kone fru Underwood. Han kommer til at holde meget af fru Underwood, men bliver senere i første bind dræbt. Så han drager af sted med Bartimæus (dæmonen) for at hævne mrs. Underwoods død.  
Nathan er af natur meget utålmodig, hungrende efter viden  og samvittighedsfuld. 